# The Best of UFO (1974-1983)
The Best of UFO (1974-1983) es un álbum recopilatorio de la banda británica de hard rock y heavy metal UFO, publicado en 2008 por los sellos Capitol y EMI Music, solo días después del término de la gira promocional de The Monkey Puzzle.
El disco recorre los mayores éxitos desde el álbum Phenomenon de 1974 hasta Making Contact de 1983, los cuales fueron remasterizados entre los años 2007 y 2008. Además, contó con un librillo de notas y de fotografías de la banda, convirtiéndolo en uno de sus recopilatorios más completos lanzados hasta ese momento.

## Lista de canciones
| N.º | Título                   | Duración |  |
| 1.  | «Rock Bottom»            | 6:30     |  |
| 2.  | «Oh My»                  | 2:24     |  |
| 3.  | «Let it Roll»            | 3:56     |  |
| 4.  | «Shoot Shoot»            | 3:38     |  |
| 5.  | «Can You Roll Her»       | 2:56     |  |
| 6.  | «I'm a Loser»            | 3:53     |  |
| 7.  | «Natural Thing»          | 4:00     |  |
| 8.  | «Lights Out»             | 4:30     |  |
| 9.  | «Love to Love»           | 7:04     |  |
| 10. | «Too Hot to Handle»      | 3:37     |  |
| 11. | «Only You Can Rock Me»   | 3:31     |  |
| 12. | «Doctor Doctor»          | 3:41     |  |
| 13. | «Lettin' Go»             | 4:02     |  |
| 14. | «Young Blood»            | 3:06     |  |
| 15. | «Lonely Heart»           | 4:13     |  |
| 16. | «Chains Chains»          | 3:25     |  |
| 17. | «Let it Rain»            | 4:01     |  |
| 18. | «We Belong to the Night» | 3:59     |  |
| 19. | «When it's Time to Rock» | 3:46     |  |